# Sinfibrato
Sinfibrato é um fibrato. Comercialmente é vendido pelas marcas Liposolvin e Cholesolvin. Sua molécula deriva da modificação do clorofibrato. Pertence ao grupo dos agentes hipolipidêmicos.